# Stora Fiskesjön
Stora Fiskesjön är en sjö i Svenljunga kommun i Västergötland och ingår i Ätrans huvudavrinningsområde.